# Катин (Калифорнија)
Катин (енгл. Cutten) насељено је место без административног статуса у америчкој савезној држави Калифорнија.

## Демографија
По попису из 2010. године број становника је 3.108, што је 175 (6,0%) становника више него 2000. године.
| Група             | 2000.         | 2010.         |
| Белци             | 2.506 (85,4%) | 2.506 (80,6%) |
| Афроамериканци    | 22 (0,8%)     | 27 (0,9%)     |
| Азијати           | 44 (1,5%)     | 80 (2,6%)     |
| Хиспаноамериканци | 176 (6,0%)    | 254 (8,2%)    |
| Укупно            | 2.933         | 3.108         |